# Yining
Yining (cinese: 伊寧, 伊宁, Yíníng; scritto anche Ining), anche nota come Ghulja (uiguro: غۇلجا, scritto anche Kuldja, Kulja, Gulja), Kul'dzha (russo: Кульджа)  o Qulja (in kazako: قۇلجا, Qulja) e precedentemente Ningyuan (cinese: 寧遠), Ili o Yili (secondo l'ortografia pinyin), è una città-contea dello Xinjiang occidentale (Cina) e capoluogo della prefettura autonoma kazaka di Ili. Dal punto di vista storico Yining è il successore della città in rovina di Almaliq nella contea di Huocheng.
Kulja è stato anche il nome della prefettura autonoma kazaka di Ili.

## Area e popolazione
Nel 2004 occupava un territorio di 629 km2, con una popolazione di 430 000 persone. La città si trova a circa 640 metri slm.
Estensione e popolazione erano minori prima del 2004; l'incremento fu dovuto alla fusione di due villaggi in uno, con l'assorbimento di circa 100 km2 di territorio della vicina contea di Yining, un'unità amministrativa separata da quella della città.

## Geografia fisica
Yining si trova sulla sponda settentrionale del fiume Ili nel bacino di Zungaria, vicino al confine con il Kazakistan e circa 710 km ad ovest di Ürümqi. La valle del fiume Ili contiene ottimi pascoli.
La città di Yining confina ad ovest con la contea di Huocheng e ad est con quella di Yining; oltre il fiume a sud si trova la contea di Qapqal Xibe.

## Storia

### Origini
A partire dal XIII-XV secolo fu sotto il controllo del Khanato Chagatai noto come Almaligh. Un altro impero mongolo (il Dzungar) stabilì la propria capitale in questa zona. Nel XIX secolo ed all'inizio del XX il termine Kuldja o Kulja fu spesso usato in Russia ed in Occidente per fare riferimento a quella parte di impero cinese situata nel bacino dell'Ili ed alle sue due principali città.

### Dinastia Qing
Yining fu il posto in cui fu firmato il trattato di Kulja sino-russo nel 1851, che aprì l'area al commercio.
Nel 1864-66 la città subì le conseguenze della ribellione musulmana. La città e tutto il resto del bacino dell'Ili furono conquistati dai russi nel 1871, quando Kashgar era governata da Yakub Beg. Tornò poi alla Cina grazie al trattato di San Pietroburgo (1881), dopo di che molti uiguri (circa 45.000 persone) e Dungani (circa 4,6mila) si trasferirono nei possedimenti russi (l'attuale Kazakistan sud-orientale e il Kirghizistan settentrionale).
Nel 1884, il governo Qing istituì la provincia dello Xinjiang e l'area intorno a Gulja divenne la contea di Ningyuan (宁远县). Dopo la rivoluzione Xinhai nel 1913, la contea di Ningyuan è stata ribattezzata contea di Yining (伊宁 县). Nel 1944, dopo la rivolta di Ili, Gulja divenne la capitale della repubblica rivoluzionaria del Turkestan orientale.

### Repubblica popolare
Yining divenne capoluogo dell'omonimo distretto nel 1954.
Nel 1997, con quello che divenne famoso come massacro o incidente di Gulja, la città fu colpita da due giorni di rivolte, seguiti da un crollo del governo e dall'esecuzione di condanne capitali per 30 attivisti Uiguri.

## Economia
Yining è il centro agricolo e commerciale della valle del fiume Ili. In antichità commerciava tè e bestiame, ed ancora oggi ha una produzione di animali in continua crescita. Ha molti frutteti. Ferro, carbone e uranio vengono estratti dalle vicine miniere.